# Michela Quattrociocche
Michela Quattrociocche, née le 3 décembre 1988 à Rome dans la région du Latium en Italie, est une actrice italienne.

## Biographie
Michela Quattrociocche naît à Rome en 1988. 
En 2007, elle est choisie pour interprétée le principal rôle féminin de la comédie sentimentale Scusa ma ti chiamo amore de Federico Moccia. Elle tourne l'année suivante pour Neri Parenti dans la comédie de Noël Natale a Beverly Hills.
En 2010, elle retrouve Moccia pour la suite de Scusa ma ti chiamo amore, Scusa ma ti voglio sposare. Elle joue ensuite dans le premier film d'Herbert Simone Paragnani (it), Una canzone per te et dans la comédie Sharm el Sheikh - Un'estate indimenticabile d'Ugo Fabrizio Giordani (it). Elle apparaît également dans les clips vidéos des groupes italiens Lost et Mambassa.
Elle épouse en 2012 le footballeur italien Alberto Aquilani.
En 2015, elle participe au clip Perché? d'Alex Britti en compagnie de nombreuses personnalités du cinéma italien et ce dans le but de dénoncer les violences faites aux femmes.

## Filmographie

### Au cinéma
- 2008 : Scusa ma ti chiamo amore de Federico Moccia
- 2009 : Natale a Beverly Hills de Neri Parenti
- 2010 : Scusa ma ti voglio sposare de Federico Moccia
- 2010 : Una canzone per te d'Herbert Simone Paragnani (it)
- 2010 : Sharm el Sheikh - Un'estate indimenticabile d'Ugo Fabrizio Giordani (it)

### Clips musicaux
- 2008 : Scusa ma ti chiamo amore de Sugar Free
- 2010 : L'applauso del cielo de Lost
- 2010 : Casting de Mambassa
- 2015 : Perché? d'Alex Britti